# 埃爾克蘭 (密蘇里州)
埃爾克蘭（英語：Elkland）是位於美國密蘇里州韋伯斯特縣的非建制地區。

## 歷史
埃爾克蘭的郵局自1870年營運至今。

## 地理
埃爾克蘭所處的海拔為高於海平面406米（即1332英呎），而該地所採用的時區為UTC-6，即北美中部時區（CST）。同時該地設有夏令時間，為UTC-6調快一小時，即UTC-5（CDT）。